# Оккенфельс
Оккенфельс (нем. Ockenfels) — община в Германии, в земле Рейнланд-Пфальц. 
Входит в состав района Нойвид. Подчиняется управлению Линц ам Райн.  Население составляет 1094 человека (на 31 декабря 2010 года). Занимает площадь 1,66 км².

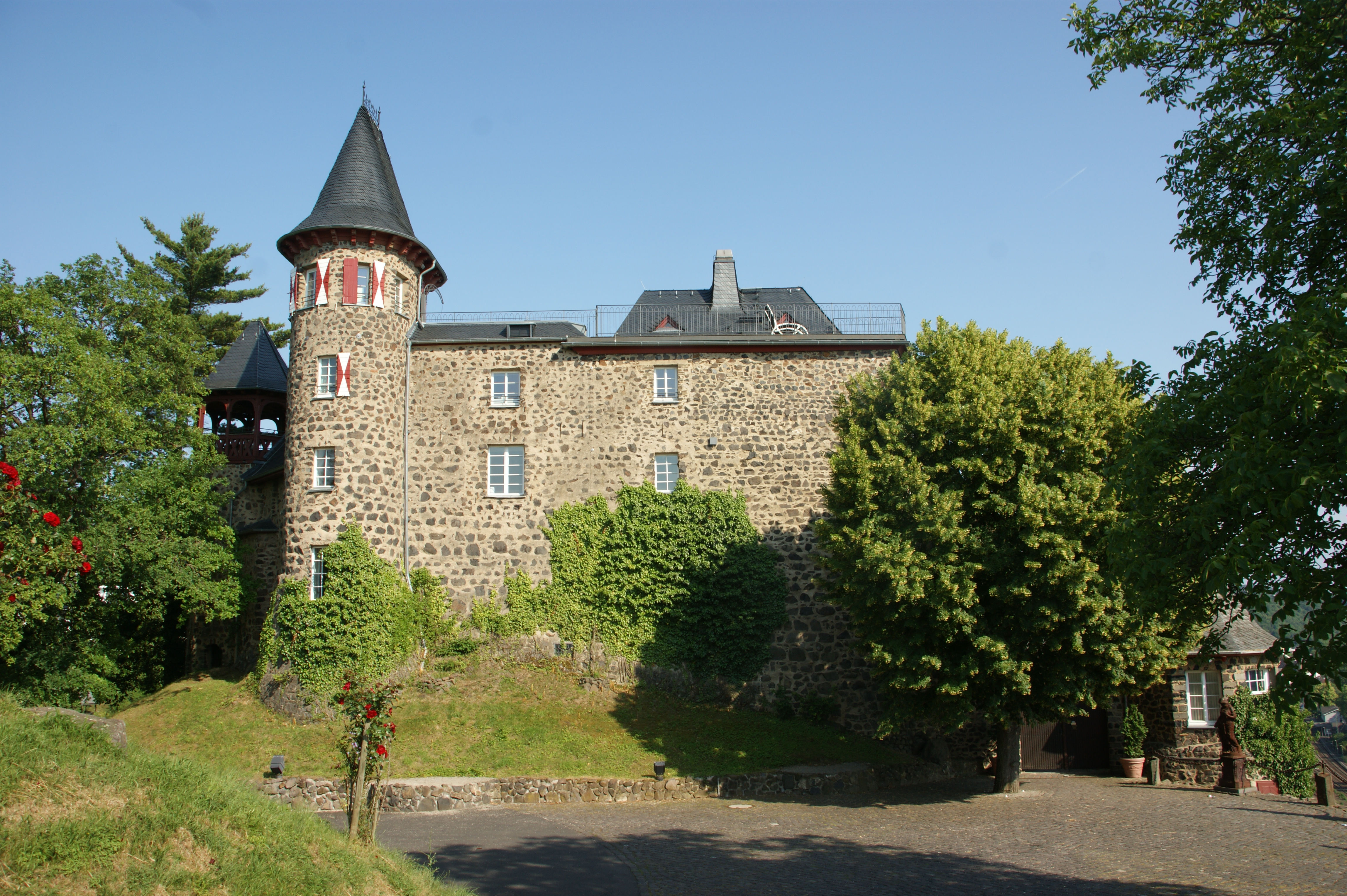
Оккенфельс